# Музей природознавства (Лондон)
Музей природознавства (англ. Natural History Museum) — один з трьох великих музеїв на Ексхібішн роуд у Південному Кенсінгтоні у Лондоні (інші два це Музей науки та Музей Вікторії та Альберта). Головний вхід виходить на Кромвель Роад. Спонсором музею є Міністерство культури, медіа та спорту (англ. Department for Culture, Media and Sport).
Музей природознавства (Лондон) займав восьме місце в ТОП-20 музеїв світу за чисельністю відвідувань у допандемічному 2019 році за даними Theme Index and Museum Index 2022 (перше місце в ТОП-20 займав Лувр) та четверте місце серед британських музеїв. Музей у 2019 році мав майже 5,4 млн. відвідувань. Пандемія Covid-19 сильно вплинула на відвідування – у 2020 році кількість відвідувачів становила 1,2 млн. осіб, у 2021 році – 1,6 млн. У 2022 році стан справ покращився, відбулося певне відновлення інтересу до експозицій Natural History Museum, чисельність відвідувань збільшилась до 4,7 млн. Музей у 2022 році став за відвідуваністю першим серед британських музеїв. 

## Історія
Основу колекції становить зібрання доктора Ганса Слоуна (1660–1753), яке включає гербарій та скелети тварин і людини, що спочатку виставлялися в Монтегю-хаусі (Блумсбері). Спершу цими експонатами завідував Британський музей.
У 1850-х роках професор Р. Овен (директор відділу природознавства Британського музею) поставив питання про розширення зборів та необхідності власного приміщення. 1864 року під музей було куплено ділянку землі в Кенсінгтоні.
Архітектурний проєкт був розроблений Френсісом Фоуком і після його смерті допрацьовувався Альфредом Вотерхаузом. Фасад витриманий в неороманському стилі. Будівництво було розпочато 1873 року та закінчилося 1880 року. Музей відкрився 1881 року; 1963 року він остаточно відокремився від Британського музею.
До 1992 року називався 'British Museum (Natural History) , а в науковій літературі був відомий під абревіатурою B.M. (N.H.) або BMNH.

## Експонати
Музей відомий насамперед своїми колекціями скелетів динозаврів у центральному залі, зокрема знаменитим скелетом диплодока (завдовжки 26 метрів), а також цікавою механічною моделлю тираннозавра. У зоологічній частині розташовується 30-метровий кит. Музей має цікаву колекцію метеоритів.
У зовнішньому оздобленні та інтер'єрі музейного будинку використано теракоту майстрів фірми Gibbs And Canning Limited з Tamworth. Цеглини прикрашені зображеннями рослин, тварин та закам'янілостей. Вхід у музей вільний. Найближча станція метро — South Kensington.

## Галерея

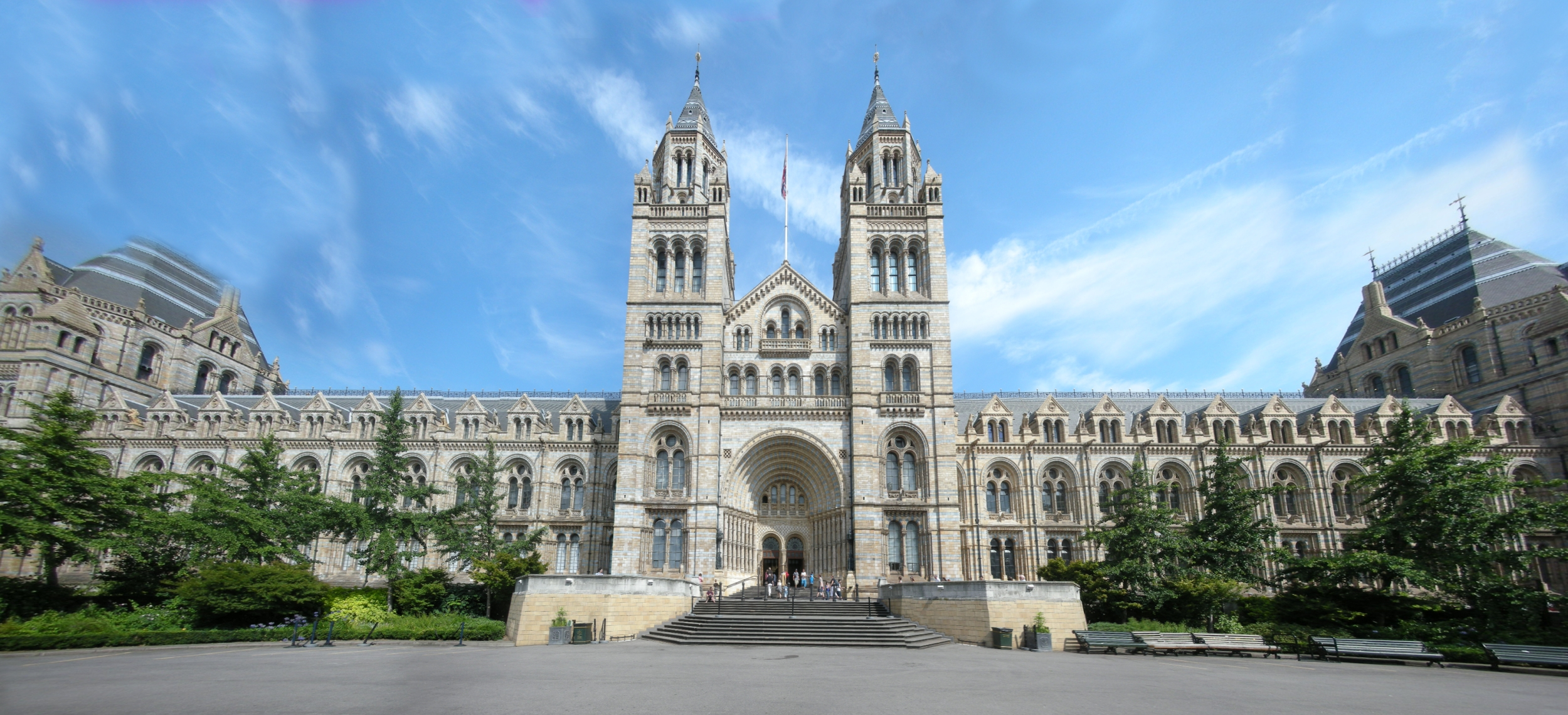
Зовнішній вигляд біля входу на вулиці Кромвел Роад
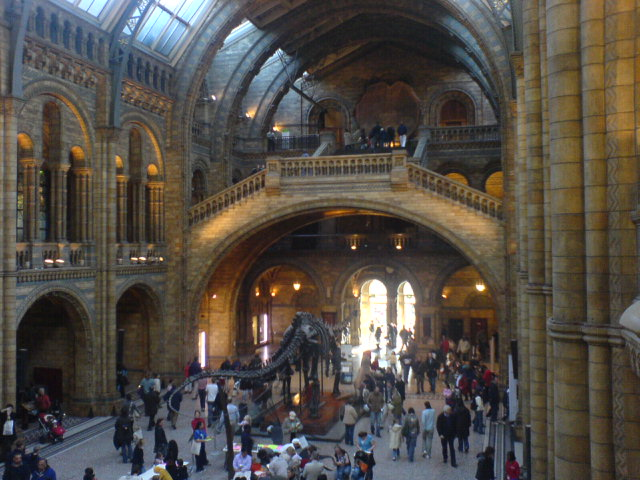
Центральний зал
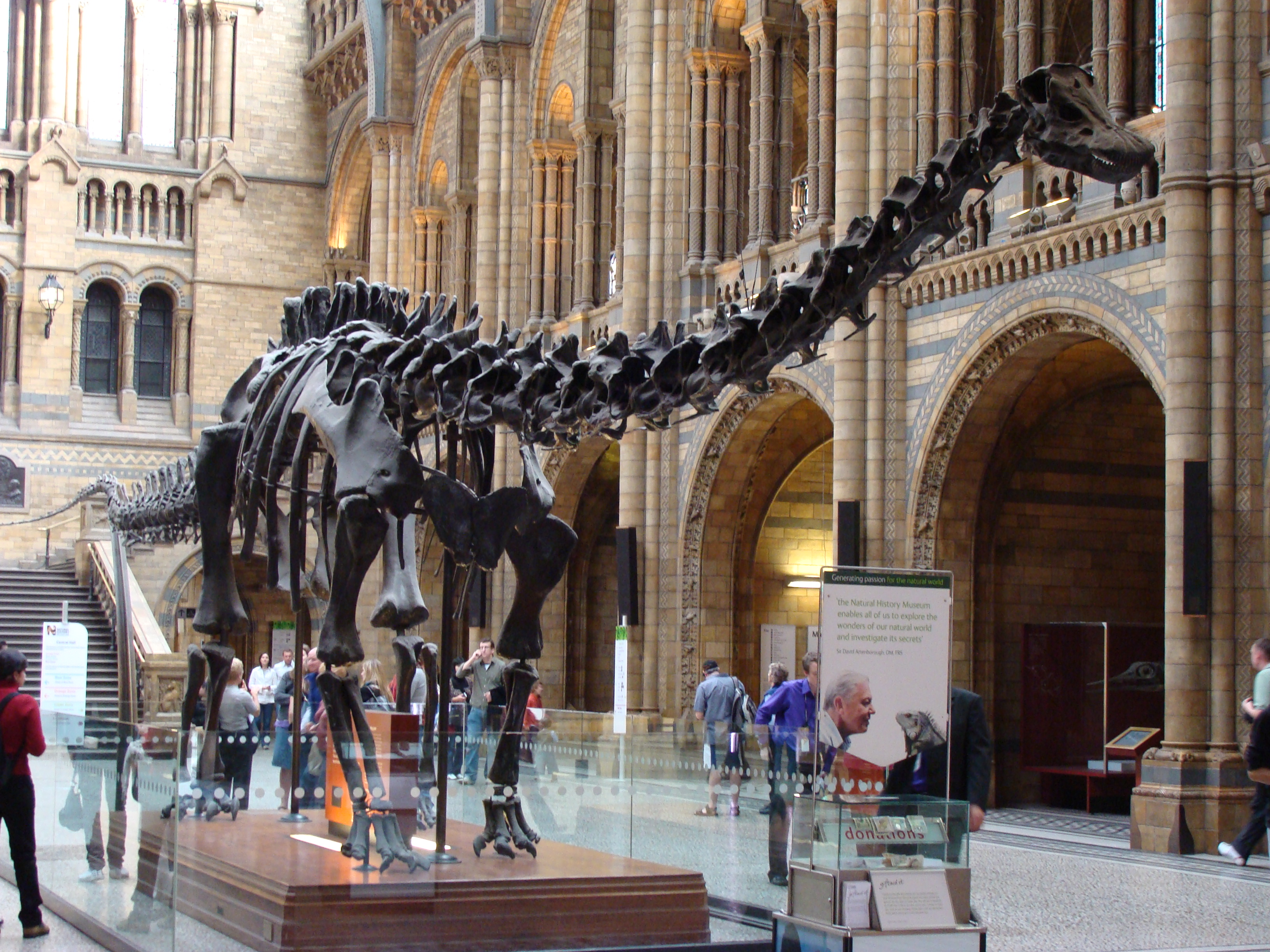
Диплодок
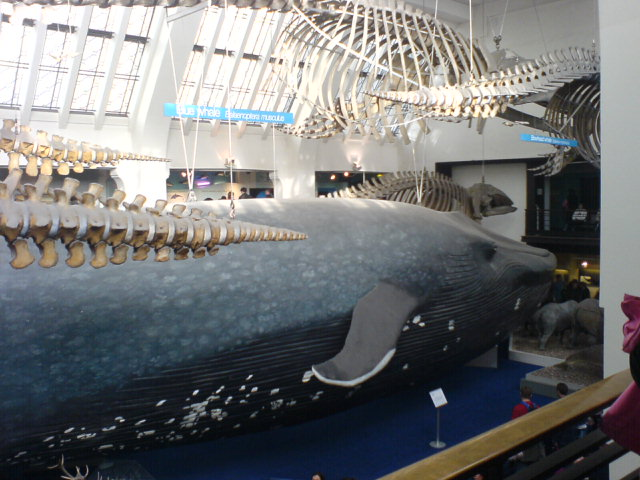
Зал великих ссавців (Large Mammals Hall)
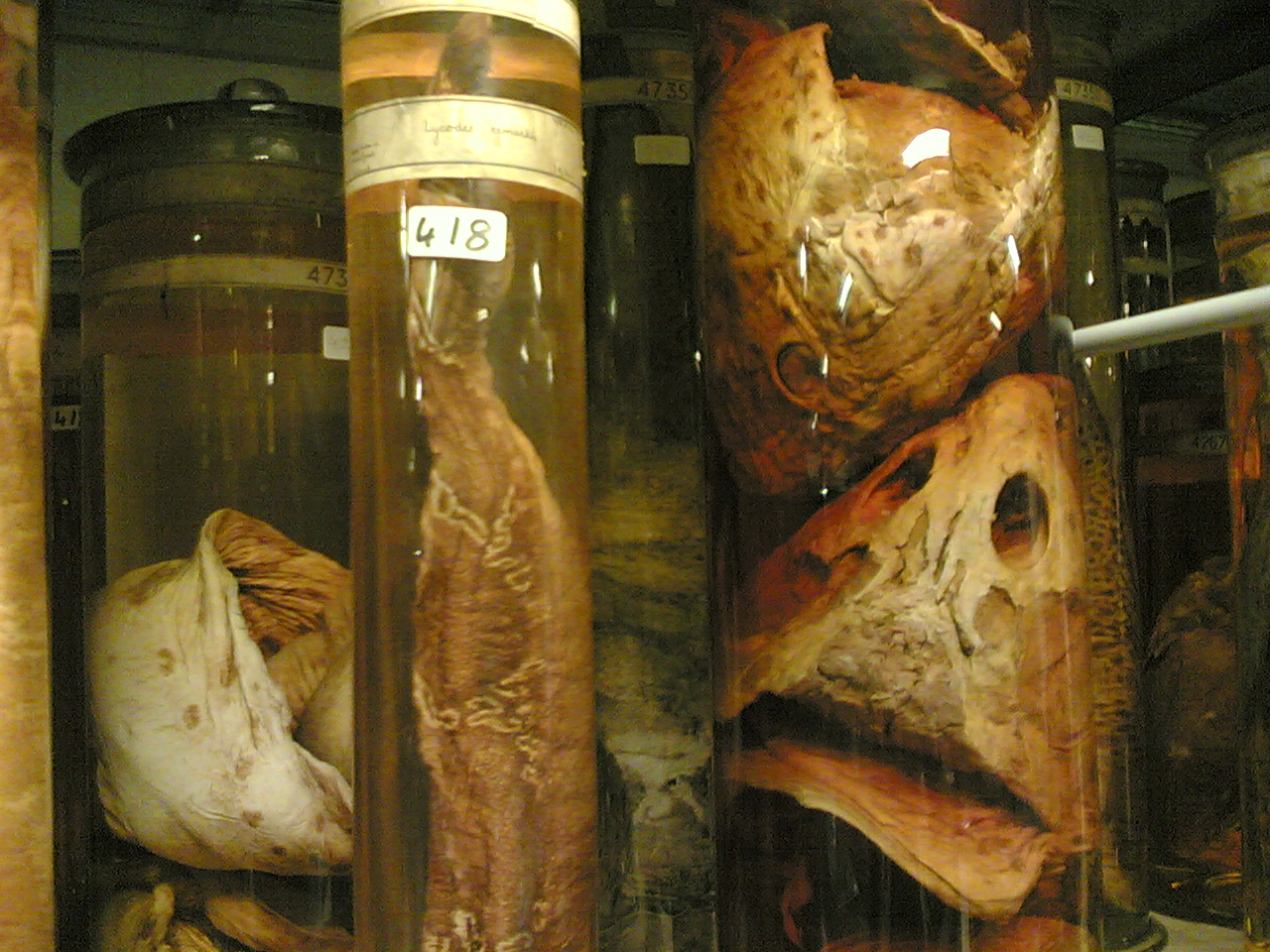
У кімнаті Tank Room в Центрі Дарвіна
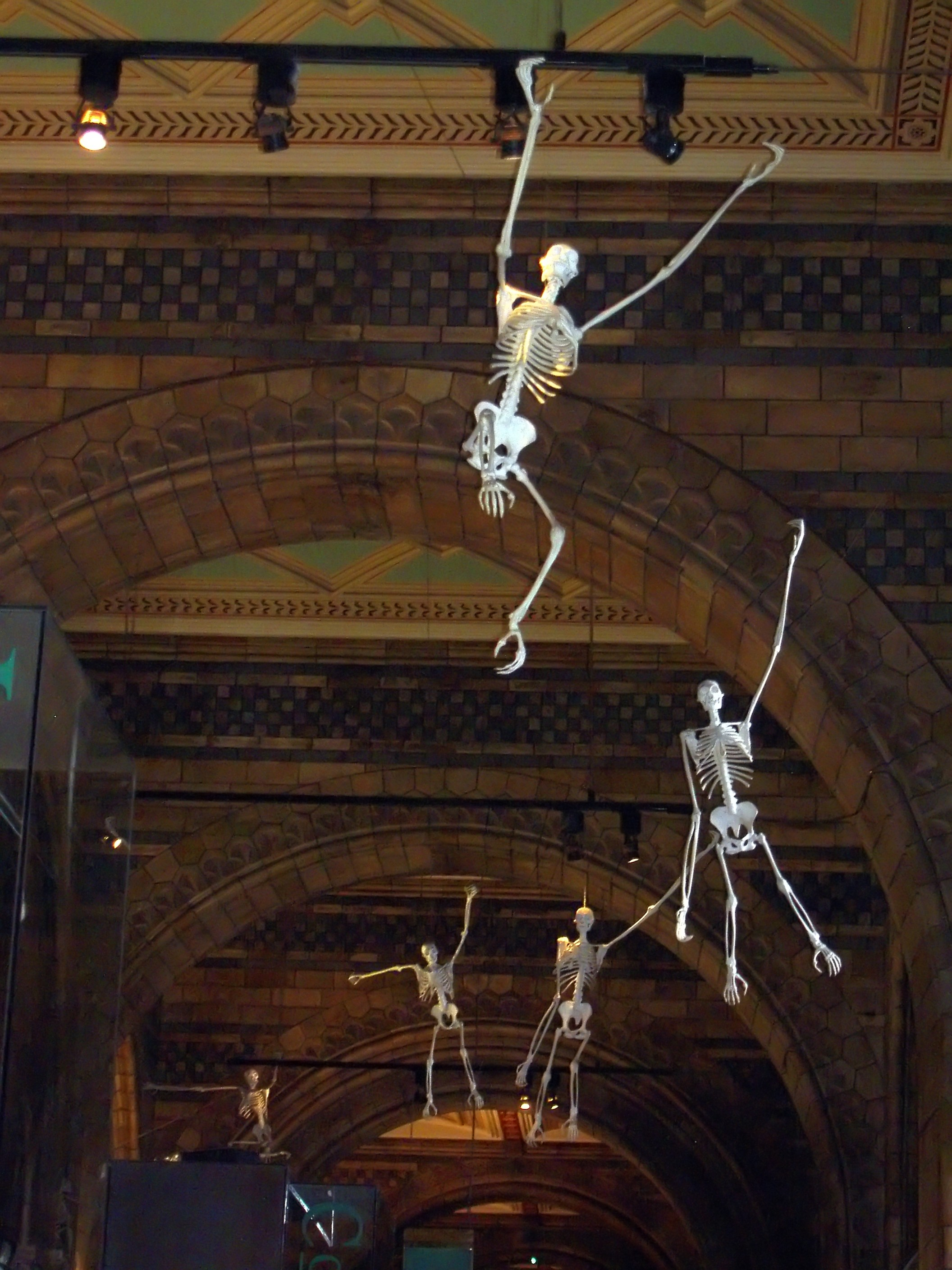
Скелети, що висять на балконах центральної зали
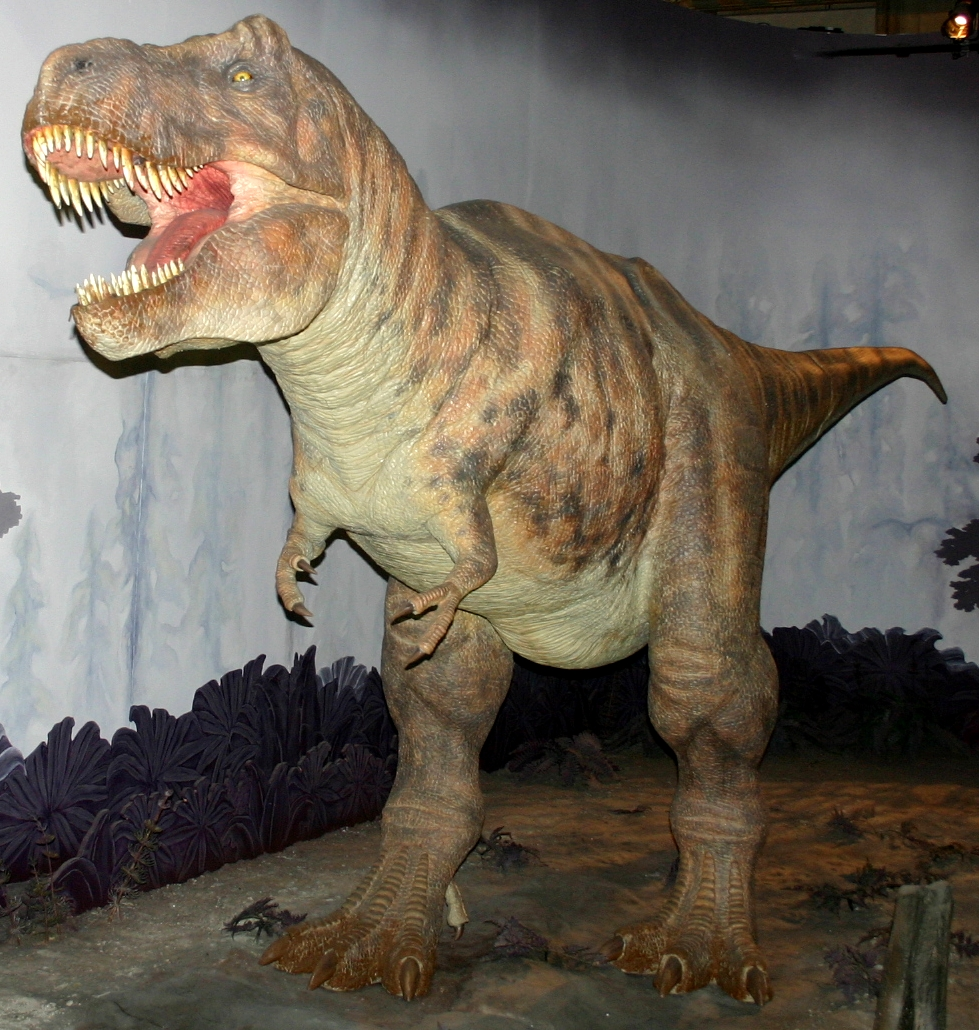
Рухома модель Тираннозавра
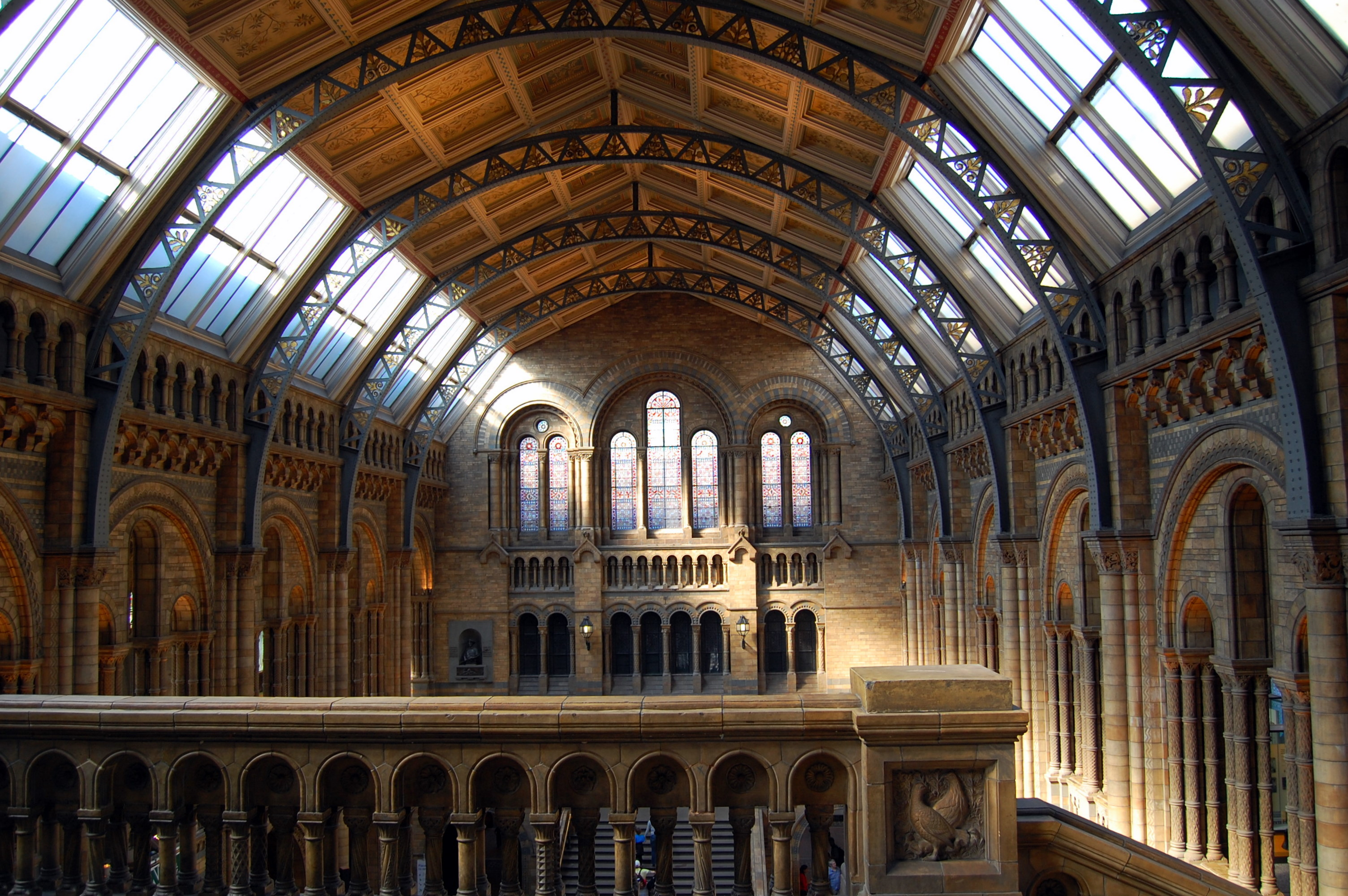
Центральна зала (The Central Hall)